# Pica-soques de ventre castany
El pica-soques de ventre castany (Sitta cinnamoventris) és un ocell de la família dels sítids (Sittidae).

## Hàbitat i distribució
Habita boscos i matolls a turons i terres baixes de Myanmar, sud-oest de la Xina, nord-oest i nord-est de Tailàndia i nord del Vietnam.